# Anatolij Vasziljevics Ivanov
Anatolij Vasziljevics Ivanov (oroszul: Анатолий Васильевич Иванов) (Leningrád, 1934. június 26. – Bécs, 2012. április 2.) orosz ütőhangszer-szólista, zeneszerző és karmester.
Az orosz ütőhangszer-szövetség elnöke, a The Percussive Arts Society és az Oroszországi Szerzői Társaság tagja. Az N. A. Rimszkij-Korszakov Konzervatóriumban oktatott Szentpétervárott és az orosz ütőhangszer-iskola egyik legismertebb pedagógusa.

## Életpályája
Ivanov zongorán és ütőhangszereken tanult játszani a leningrádi Konzervatórium zeneiskolájában. 1957-ben sikeresen vizsgázott Alekszej Ivanovics Szoboljevnél (oroszul: Соболев, Алексей Иванович) és Vaszilij Jevszejevics Oszadcsuknál (oroszul: Осадчук, Василий Евсеевич).
1952-től az Orosz Állami Népi Zenekarnál és a Jazz-zenekarnál dolgozott. 1964-től szóló ütősként és a Leningrádi Filharmonikus Zenekar ütőhangszer-vezetőjeként dolgozott Jevgenyij Mravinszkij és Jurij Tyemirkanov irányítása alatt.
A hatvanas években ütőhangszer-együttes számára szervezeti programot fejlesztett ki. 1996-ban módszeres művet írt "Играйте в ансамбле ударных инструментов!" (németül: "Spielen Sie im Ensemble der Schlaginstrumente!", magyarul: "Játsszon az ütőhangszerek együttesében!"). 1989-ben megalapította a "Виват, ударные!" ütőhangszer-együttest, mely az 1990-es években számos, Ivanov saját komponálású műveit és klasszikus zenei átdolgozásait tartalmazó koncerttel vált sikeressé. Tanítványai sorában olyan híres művészeket találunk, mint Gal Rasché.

## Művek
Művei közé tartoznak orosz népi zenekarra, jazz-zenekarra, ütőhangszer-együttesre, vibrafonra, xylophonra, cselesztára, furulyára, zenekar által kísért zongorára, üstdobra, tubazenekarra írt zenedarabok, hét zongorával kísért üstdob-zenedarab stb. Egyik legfontosabb műve Pjotr Iljics Csajkovszkij Gyermekalbuma ütőhangszer-együttesre történő átírása, amelyet 1995-ben hoztak nyilvánosságra.